# Легенда (скульптурный парк)
Скульпту́рный парк «Леге́нда» — парк на территории рекреационного комплекса «Чистые пруды» близ села Рамзай в Мокшанском районе Пензенской области. В парке «Легенда» имеется 275 произведений из мрамора, гранита, дерева, металла, бронзы, выполненных 178 скульпторами из 59 стран мира.

## История
Парк «Легенда» начал создаваться в 2008 году в рамках Международного скульптурного симпозиума «Осень. Вдохновение. Пенза», организованного на частные средства Волкова Константина Михайловича, управляющего холдингом «Росстрой».

## Оценки парка
Скульптурный парк «Легенда» попал в пятёрку главных достопримечательностей Приволжского федерального округа и стал участником второго этапа конкурса «Россия 10», организованного телеканалом «Россия 1». По результатам голосования в первом этапе он набрал около 260 тыс. голосов, что принесло ему 4 место.